# セクシー☆オールシスターズ
セクシー☆オールシスターズ（SEXY☆ALL SISTERS）は、日本の芸能事務所ジョリー・ロジャー（2016年倒産）がプロデュースしていた女性アイドルユニット集団の総称である。

## 概要
- 2008年12月、Vシネマ作品『爆乳戦隊パイレンジャー』が発表される。手島優演じるヒロイン・紅葉が、豊かな胸の仲間4人と共に悪と戦うこの作品は、DVDの発売と共にカルトな話題を呼んだ。この作品に出演した5人の女性タレントが、同名のユニット名で歌ったCDをリリースしたのがこのプロジェクトの始まりとされる。その後『爆乳三国志』『D-Rive』『美脚戦隊スレンダー』といったユニットが相次いで生まれ、その時に『セクシー☆オールシスターズ』という総称が付いた。
- ほとんどのユニットがプラチナムプロダクションとその子会社であるプラチナム・パスポート所属者を中心に構成されているが、『美脚戦隊スレンダー』はプラチナム（黒沢、三島）、ジョリー・ロジャー（美浜）、オフィス彩（緑川）、ケイズワンプロモーション（神咲）の混成ユニットとなっている。

## グループ

### 爆乳戦隊パイレンジャー
- 同名Vシネマから生まれた第1弾ユニット。
- 2009年1月28日に「爆乳戦隊パイレンジャー」でCDデビュー。
  - パイレッド、紅葉（手島優）／リーダー
  - パイブルー、碧（愛川ゆず季）／格闘担当
  - パイグリーン、ミドリ（鈴木じゅん）／メカ担当
  - パイイエロー、れもん（石垣香織）／食いしん坊
  - パイピンク、桃子（助川まりえ）／コスプレ担当

### 爆乳三国志
- プラチナムプロダクション所属3人ユニット。
- 2009年10月21日に「爆乳音頭」でCDデビュー。
- 名前の由来は映画『レッドクリフ』から[1]。
  - 三国劉美（手島優）／私立中原女子高校二年学園を守る風紀委員長!!：リーダー
  - 関美羽（助川まりえ）／私立中原女子高校二年青龍偃月刀を操る風紀委員!!
  - 張飛つばさ（MAO）／私立中原女子高校一年風紀委員のムードメーカー!!：グラドル

### 美脚戦隊スレンダー
- チアガール衣装を着た戦隊系ユニット。
- 2010年4月7日に「パンティーストッキング〜!」でCDデビュー[2]。
- 2011年1月7日放送の『爆笑そっくりものまね紅白歌合戦スペシャル』（フジテレビ）に初出演して、少女時代のものまねを披露した。以後、下記の美脚戦隊スレンダーDXのメンバーも含めて、2012年3月24日の放送までレギュラー出演した。
  - スレンダーレッド（緑川静香）／足の速さはカモシカ級!!しーちゃんorしーたん：リーダー(脱退時期不明)
  - スレンダーブルー（黒沢美怜）／青あざだらけの股下81cm!!みれにゃん
  - スレンダーグリーン（三島ゆかり）／ナニワの美脚!!ゆかりんご:2代目リーダー
  - スレンダーイエロー（美浜紗来）／お色気むっちり魅惑の美脚!!サクちゃん：ジョリー・ロジャー所属
  - スレンダーピンク（神咲みゆ）／足の香りはいちごの香り!!みーちゃん(脱退時期不明)

美脚戦隊スレンダーDX
- 2012年1月25日 上記の美脚戦隊スレンダーのメンバーと共に9人編成のユニット『美脚戦隊スレンダーDX』として「美脚時代」でCDデビュー。
  - スレンダーパープル （林弓束）グラマラス美脚 ／ゆったん(2014年1月卒業)
  - スレンダースカイブルー（森崎まみ）アラサーだけどみずみずしいわよ！！／くりーみー
  - スレンダーネイビー （原愛実）焼肉好きだけど豚足じゃないよ！！ ／ハラミちゃん
  - スレンダーブラック （黒沢美香） 黒薔薇の美脚 ／美香様(脱退時期不明)

- 2014年に解散。解散時のカラーは三島ゆかり(レッド)黒沢美怜(ブルー)美浜紗来(イエロー)森崎まみ(スカイブルー)原愛実(ピンク)である。

### D-Rive
- 2010年1月27日に「スピードクイーン」でCDデビュー。
- 2010年9月22日に2ndシングル「ギアスパーク」をリリース。
  - 林弓束
  - 黒沢美怜

### 胸の谷間にうもれ隊
- 萌えとエロスを合体させた「萌えエロ」ユニット。
- 2010年5月26日に「スケベ!」でCDデビュー。
  - 助川まりえ／うもれ隊の萌え萌え隊長!
  - 橘オリーブ／小悪魔萌え担当!!
  - 與坂唯／どさんこSキャラ萌え担当!!

### 胸の谷間にうもれ隊X
- 黒田万結花／甘えん坊担当!!
- 長岡美和／大和なでしこ担当!!

### 三代目胸の谷間にうもれ隊
- 北條まみ
- 長岡美和
- 黒田万結花

### 爆乳ヤンキー
- 爆乳三国志のメンバー1人を交代したヤンキー系ユニット。
- 2010年6月16日に「夜露死苦おっぱい!」でCDデビュー。
- 2010年2月にクランクインし、2010年11月5日にレンタル開始となったDVDドラマ「レディースVSワルメン」の主題歌として「夜露死苦おっぱい!」が起用されている。当該ドラマは手島優主演で、MAOと北條まみもワンシーンのみ友情出演。手島優が演じた役「レディース北関東連合総長・柏木小町」で劇中に着用していた特攻服と同じデザインの衣装が爆乳ヤンキーの衣装として用いられている。
  - YUU TEJIMA（手島優）／爆乳ヤンキー総長
  - MAO（MAO）／爆乳特攻隊長
  - HOUJYOU MAMI（北條まみ）／爆乳切り込み隊長
- 現メンバー
  - 手島優 ／ピンク
  - 北條まみ ／イエロー
  - 長岡美和 ／パープル

### 爆乳甲子園
- バスト合計922cmのユニット。
  - ピッチャー/背番号1番、手島優
  - キャッチャー/背番号2番、MAO
  - ファースト/背番号3番、北條まみ
  - セカンド/背番号4番、長岡美和
  - サード/背番号5番、助川まりえ
  - ショート/背番号6番、春野恵
  - レフト/背番号7番、すのうちあすか（あまね飛鳥）
  - センター/背番号8番、NAON（吉野なぎさ）
  - ライト/背番号9番、黒田万結花
  - 補欠/背番号10番、毛利有希後にセンター/背番号8番へ昇格

- 2014年のメンバーは北條まみ、長岡美和、黒田万結花、吉浦遥、小湊あや、長澤ちはるの6人。

### 尻ガール
- 矢野みのり
- ペク・ジンソン
- イ・アルム
- 森田智紗

### おっPサンバ
- セニョリータ高木（高木あずさ）
- アマゾネス白川（白川未奈）
- 青山ムーチョ智美（青山智美）
- トウィンキー如月（如月リリア）

## 作品

### DVD
- 爆乳戦隊パイレンジャー（2008年12月19日、エースデュース）
  - 出演：大矢真夕（西園寺リカ）、山田よう子（クイーン・アムレス）、寺本勲（西園寺博士の声）、福原耕平（帝王キングマッスルの声）、和田三四郎（ユニコング・カメラング）、白濱孝次（パイレンジャーロボ）、他

### CD
- 爆乳戦隊パイレンジャー（2009年1月28日、ジョリー・ロジャー）

1. 爆乳戦隊パイレンジャー（作詞・作曲・編曲：Koma2 Kaz）
2. ピンクのソーダ（作詞：S.K.Line作曲・編曲：Koma2 Kaz）

- 爆乳音頭（2009年10月21日、ポニーキャニオン）

1. 爆乳音頭（作詞・作曲・編曲：Stinky'O）
2. 爆乳マンイーター（作詞・作曲・編曲：Stinky'O）

- スピードクイーン（2010年1月27日、ジョリー・ロジャー）

1. スピードクイーン（作詞：S．K．Line　作曲・編曲：Redwood Humberg Jr）
2. Escape（作詞：S．K．Line　作曲・編曲：Redwood Humberg Jr）

- パンティーストッキング〜!（2010年4月7日、ジョリー・ロジャー）

1. パンティーストッキング〜!（作詞：Stinky'O 作曲・編曲：Stinky'O）
2. 美脚戦隊スレンダー（作詞：Stinky'O 作曲・編曲：Stinky'O）

- スケベ!／生殺し（2010年5月26日、ジョリー・ロジャー）

1. スケベ！（作詞・作曲・編曲：Stinky'O）
2. 生殺し（作詞・作曲・編曲：Stinky'O）

- 夜露死苦おっぱい!／ブラを探して…（2010年6月16日、ポニーキャニオン）

1. 夜露死苦おっぱい!（作詞・作曲・編曲：Stinky'O）
2. ブラを探して…（作詞・作曲・編曲：Stinky'O）

- セクシー★甲子園（2010年7月21日、ポニーキャニオン）
- 各曲PV収録DVD付属

1. 爆乳戦隊パイレンジャー
2. ピンクのソーダ
3. 爆乳音頭
4. 爆乳マンイーター
5. スピードクイーン
6. Escape
7. パンティーストッキング〜!
8. 美脚戦隊スレンダー
9. スケベ!
10. 生殺し
11. 夜露死苦おっぱい!
12. ブラを探して…
13. 爆乳甲子園（作詞・作曲・編曲：Stinky'O）
14. 爆乳応援歌（作詞・作曲・編曲：Stinky'O）

- ギアスパーク（2010年9月22日、ジョリー・ロジャー）

1. ギアスパーク（作詞：桜瓜 苺　作曲・編曲：Redwood Humberg Jr）
2. Drive away（作詞：桜瓜 苺　作曲・編曲：Redwood Humberg Jr）

#### 美脚戦隊スレンダーDX
- 美脚時代（2012年1月25日、ジョリー・ロジャー）

1. 美脚時代（作詞：貧図スクワット 作曲・編曲：Stinky'O）

#### おっPサンバ
- ω（ワールド）カップ！（2014年6月4日、ジョリー・ロジャー）

1. ω（ワールド）カップ！
2. ブラジルビキニ

- サンバクロース（2014年12月24日、ジョリー・ロジャー）

1. サンバクロース
2. お疲れサンバ!!

## 出演

### TV
- オンナノコノライブ #7（2009年11月2日、エンタ!371）爆乳三国志
- オンナノコノライブ #8（2009年12月1日、エンタ!371）爆乳三国志）
- オンナノコノライブ #10（2010年2月7日、エンタ!371）爆乳三国志
- 音楽女子 #4（2010年2月17日、エンタ!371）爆乳三国志・美脚戦隊スレンダー
- ゴッドタン 照れカワ芸人更生プログラム（2011年3月9日・6月1日、テレビ東京）爆乳ヤンキー、爆乳三国志

### ライブ
- TOKYO IDOL FESTIVAL 2013（2013年7月27 - 28日、お台場・青海特設会場（フジテレビ湾岸スタジオとその周辺）
- TOKYO IDOL FESTIVAL 2012（2012年8月4日 - 5日、お台場・青海特設会場（フジテレビ湾岸スタジオとその周辺）
- TOKYO IDOL FESTIVAL 2011 Eco&Smile（2011年8月27日 - 28日、お台場・青海特設会場（フジテレビ湾岸スタジオとその周辺）
- TOKYO IDOL FESTIVAL 2010 @Shinagawa（2010年8月7日 - 8日、品川ステラボール・よしもとプリンスシアター・品川プリンスホテル周辺施設）
- 2012年6月24日「セクシー☆オールシスターズ2012」season3

出演［爆乳戦隊パイレンジャー / 爆乳三国志 / 美脚戦隊スレンダー / D-Rive / 爆乳ヤンキー / 胸の谷間にうもれ隊 / 爆乳甲子園]
- 2012年5月6日「セクシー☆オールシスターズ2012」season2

出演［爆乳戦隊パイレンジャー / 爆乳三国志 / 美脚戦隊スレンダー / D-Rive / 爆乳ヤンキー / 胸の谷間にうもれ隊 / 爆乳甲子園]
- 2012年3月4日「セクシー☆オールシスターズ2012」season1

出演［爆乳三国志 / 美脚戦隊スレンダー / D-Rive / 爆乳ヤンキー / 胸の谷間にうもれ隊 / 爆乳甲子園]
- 2012年3月4日「キューティー☆オールシスターズ」1st～3+1ライブ～

出演［爆乳戦隊パイレンジャー]
- 2011年12月25日12/25(日)『セクシー☆オールシスターズ』 @六本木morph-tokyo

出演［爆乳三国志 / 美脚戦隊スレンダー / D-Rive / 爆乳ヤンキー / 胸の谷間にうもれ隊 / 爆乳甲子園]
- 2011年11月6日11/6(日)『セクシー☆オールシスターズ』 @六本木morph-tokyo

出演［爆乳三国志 / 美脚戦隊スレンダー / D-Rive / 胸の谷間にうもれ隊 / 爆乳甲子園]
- 2011年10月10日10/10『セクシー☆オールシスターズ』 @六本木morph-tokyo

出演［爆乳三国志 / 美脚戦隊スレンダー / D-Rive / 爆乳ヤンキー / 胸の谷間にうもれ隊 / 爆乳甲子園]
- 2011年9月25日新ユニットお披露目予定!! 9/25『セクシー☆オールシスターズ』 @六本木morph-tokyo

出演［爆乳三国志 / 美脚戦隊スレンダー / D-Rive / 爆乳ヤンキー / 胸の谷間にうもれ隊 / 爆乳甲子園]
- 2011年8月27日【TOKYO IDOL FESTIVAL 2011】出演決定!!

出演［爆乳三国志 / 美脚戦隊スレンダー / D-Rive / 爆乳ヤンキー / 爆乳甲子園]
- 2011年8月13日『セクシー☆オールシスターズ』 @六本木morph-tokyo

出演［爆乳三国志 / 美脚戦隊スレンダー / D-Rive / 爆乳ヤンキー / 胸の谷間にうもれ隊 / 爆乳甲子園]
- 2011年7月3日限定!!『セクシー☆オールシスターズ』DX @六本木morph-tokyo

出演［美脚戦隊スレンダー / D-Rive / 爆乳ヤンキー / 胸の谷間にうもれ隊 / 爆乳甲子園]
- 2011年5月29日復活!!『セクシー☆オールシスターズ』@六本木morph-tokyo

出演［美脚戦隊スレンダー / D-Rive / 胸の谷間にうもれ隊 / 爆乳甲子園]
- 2011年3月27日第12回『セクシー☆オールシスターズ』@六本木morph-tokyo

出演［爆乳三国志 / 美脚戦隊スレンダー / D-Rive / 爆乳ヤンキー / 胸の谷間にうもれ隊 / 爆乳甲子園]
- 2011年2月27日第11回『セクシー☆オールシスターズ』@六本木morph-tokyo

出演［爆乳三国志 / 美脚戦隊スレンダー / D-Rive / 爆乳ヤンキー / 胸の谷間にうもれ隊 / 爆乳甲子園]
- 2011年1月30日セクシー☆オールシスターズ～NEW　YEAR SPECIAL ～

出演［爆乳三国志 / 美脚戦隊スレンダー / D-Rive / 爆乳ヤンキー / 胸の谷間にうもれ隊 / 爆乳甲子園]
- 2010年12月31日【D-Rive】　TOKYO GIRLS COUTN DOWN～Cinderella's Countdown to the 16:00

出演［D-Rive]
- 2010年12月30日【D-Rive】　Cheer-Music presents～2010 FINAL SELECTION～

出演［D-Rive]
- 2010年12月23日ジョリーロジャー海賊団主催～アイドル王2010'～@六本木morph-tokyo

出演［爆乳三国志 / 美脚戦隊スレンダー / D-Rive / 爆乳ヤンキー / 胸の谷間にうもれ隊 / 爆乳甲子園]
- 2010年12月22日【D-Rive】　Finger Mark Park

出演［D-Rive]
- 2010年11月23日第8回『セクシー☆オールシスターズ』@六本木morph-tokyo

出演［爆乳三国志 / 美脚戦隊スレンダー / D-Rive / 爆乳ヤンキー / 胸の谷間にうもれ隊 / 爆乳甲子園]
- 2010年10月11日第7回『セクシー☆オールシスターズ』@六本木morph-tokyo

出演［爆乳三国志 / 美脚戦隊スレンダー / D-Rive / 爆乳ヤンキー / 胸の谷間にうもれ隊 / 爆乳甲子園]
- 2010年10月11日第7回『セクシー☆オールシスターズ』@六本木morph-tokyo

出演［爆乳三国志 / 美脚戦隊スレンダー / D-Rive / 胸の谷間にうもれ隊 / 爆乳甲子園]
- 2010年9月26日GIRLs-RockPop stadium■第1部■ @SHIBUYA DESEO

出演［胸の谷間にうもれ隊]
- 2010年9月23日Ｄ-Ｒｉｖｅ 2nd Single「ギアスパーク」発売イベント@ishimaru soft 本店

出演［D-Rive]
- 2010年9月19日第6回『セクシー☆オールシスターズ』@六本木morph-tokyo

出演［美脚戦隊スレンダー]
- 2010年9月19日ファンタスティック ＠Shibuya Milkyway

出演［D-Rive]
- 2010年9月10日Finger Mark Park～クドウの日～@大塚Deepa

出演［D-Rive]
- 2010年8月29日第5回『セクシー☆オールシスターズ』@原宿アストロホール■第2部■

出演［爆乳三国志 / 美脚戦隊スレンダー / D-Rive / 爆乳ヤンキー / 胸の谷間にうもれ隊 / 爆乳甲子園]
- 2010年8月29日第5回『セクシー☆オールシスターズ』@原宿アストロホール■第1部■

出演［爆乳三国志 / 美脚戦隊スレンダー / D-Rive / 爆乳ヤンキー / 胸の谷間にうもれ隊 / 爆乳甲子園]
- 2010年8月7日【セクシー☆甲子園】アルバム発売記念ライブ&握手会@渋谷Club ASIA

出演［爆乳戦隊パイレンジャー / 美脚戦隊スレンダー / D-Rive / 胸の谷間にうもれ隊 / 爆乳甲子園]
- 2010年7月31日汐留博覧会@汐留AX　爆乳甲子園ライブ

出演［爆乳甲子園]
- 2010年7月30日汐留博覧会@汐留AX「ぱすぽ☆&D-Rive&美脚戦隊スレンダー」

出演［美脚戦隊スレンダー / D-Rive]
- 2010年7月11日第4回『セクシー☆オールシスターズ』六本木morph-tokyo

出演［美脚戦隊スレンダー / D-Rive / 爆乳ヤンキー / 胸の谷間にうもれ隊 / 爆乳甲子園]
- 2010年6月20日【爆乳ヤンキー】　『夜露死苦おっぱい/ブラを探して』ＣＤ発売イベント @ポニーキャニオン

出演［爆乳ヤンキー]
- 2010年6月12日【胸の谷間にうもれ隊】ＣＤ発売イベント@ishimaru soft 本店7Ｆホール

出演［胸の谷間にうもれ隊]
- 2010年6月12日第3回『セクシー☆オールシスターズ』六本木morph-tokyo

出演［爆乳三国志 / 美脚戦隊スレンダー / 爆乳ヤンキー / 胸の谷間にうもれ隊 / 爆乳甲子園]
- 2010年6月6日アニメ☆ダンス BEST GIG × リプルリプル★リプル Twinkle Show! 発売記念～GIRLs-RockPop stadium～

出演［胸の谷間にうもれ隊]
- 2010年5月30日第2回『セクシー☆オールシスターズ』六本木morph-tokyo

出演［爆乳三国志 / 美脚戦隊スレンダー / D-Rive / 爆乳ヤンキー / 胸の谷間にうもれ隊]
- 2010年5月29日スーパー耐久シリーズ2010第3戦　スーパー耐久・鈴鹿500km

出演［D-Rive]
- 2010年5月15日『GIRLS SPLASH　11』池袋RUIDO K3

出演［胸の谷間にうもれ隊]
- 2010年5月15日『GIRLS SPLASH　10』池袋RUIDO K3

出演［胸の谷間にうもれ隊]
- 2010年5月8日『GIRLS BRAVO! 34』渋谷RUIDO K2

出演［D-Rive / 胸の谷間にうもれ隊]
- 2010年5月8日『GIRLS BRAVO! 33』渋谷RUIDO K2

出演［胸の谷間にうもれ隊]
- 2010年5月6日『オンナノコノウタ＠morph-tokyo』六本木morph-tokyo

出演［D-Rive]
- 2010年4月25日『セクシー☆オールシスターズ』六本木morph-tokyo

出演［爆乳三国志 / 美脚戦隊スレンダー / 爆乳ヤンキー / 胸の谷間にうもれ隊]
- 2010年4月20日『オンナノコノウタ』六本木morph-tokyo

出演［美脚戦隊スレンダー / D-Rive]
- 2010年4月18日池袋RUIDO K3

出演［美脚戦隊スレンダー / D-Rive]
- 2010年4月11日ishimaru soft 本店7Ｆホール

出演［美脚戦隊スレンダー]